# Mory-Montcrux
Mory-Montcrux è un comune francese di 94 abitanti situato nel dipartimento dell'Oise della regione dell'Alta Francia.

## Società

### Evoluzione demografica
Abitanti censiti